# Nishina Kae
Nishina Kae (仁科 賀恵, sinh ngày 7 tháng 12 năm 1972) là một cựu cầu thủ bóng đá nữ người Nhật Bản.

## Đội tuyển bóng đá nữ quốc gia Nhật Bản
Nishina Kae thi đấu cho đội tuyển bóng đá nữ quốc gia Nhật Bản từ năm 1995 đến 2000.

## Thống kê sự nghiệp
| Nhật Bản  | Nhật Bản | Nhật Bản |
| Năm       | Trận     | Bàn      |
| --------- | -------- | -------- |
| 1995      | 9        | 0        |
| 1996      | 10       | 0        |
| 1997      | 7        | 1        |
| 1998      | 10       | 0        |
| 1999      | 6        | 0        |
| 2000      | 4        | 1        |
| Tổng cộng | 46       | 2        |